# Miszutinskaja
Miszutinskaja (ros. Мишутинская) – wieś w Rosji, w rejonie wożegodskim obwodu wołogodzkiego. W 2010 r. liczyła 128 mieszkańców.